# Angeline Stickney
Chloe Angeline Stickney Hall (1 de novembre de 1830 – 3 de juliol de 1892, North Andover) va ser una sufragista, abolicionista i matemàtica estatunidenca. No va utilitzar el seu primer nom i va ser coneguda com Angeline Stickney Hall. Era filla de Theophilus Stickney i Electa Cook.
Tot i ser pobre, va poder anar al Central College de McGraw (Nova York) amb l'ajuda de la seva germana Ruth. Va estudiar ciències i matemàtiques i va fer recerques en càlcul i matemàtica astronòmica. El Central College era una universitat progressista on els estudiants amb recursos modestos, incloses les dones i els afrodescendents lliures, podien obtenir un grau universitari. Va ser llavors quan es va entusiasmar per les causes del sufragi femení i l'abolició de l'esclavitud.
Angeline Stickney i Asaph Hall es van conèixer al Central College. Stickney era dos anys més gran que Hall. Va ser la seva professora de geometria i alemany. Durant els seus dies junts com a professora i estudiant, Hall i els seus companys de classe li plantejaven qüestions i problemes, convençuts que Stickney no els podria solucionar, però mai no hi va fracassar.
Stickney i Hall es van casar a Elkhorn a l'estat de Wisconsin el 31 de març de 1856. Immediatament després de les noces, la parella es va traslladar a Ann Arbor perquè Hall pogués continuar amb la seva formació. Tres mesos més tard, es van traslladar a Shalersville a l'estat d'Ohio.

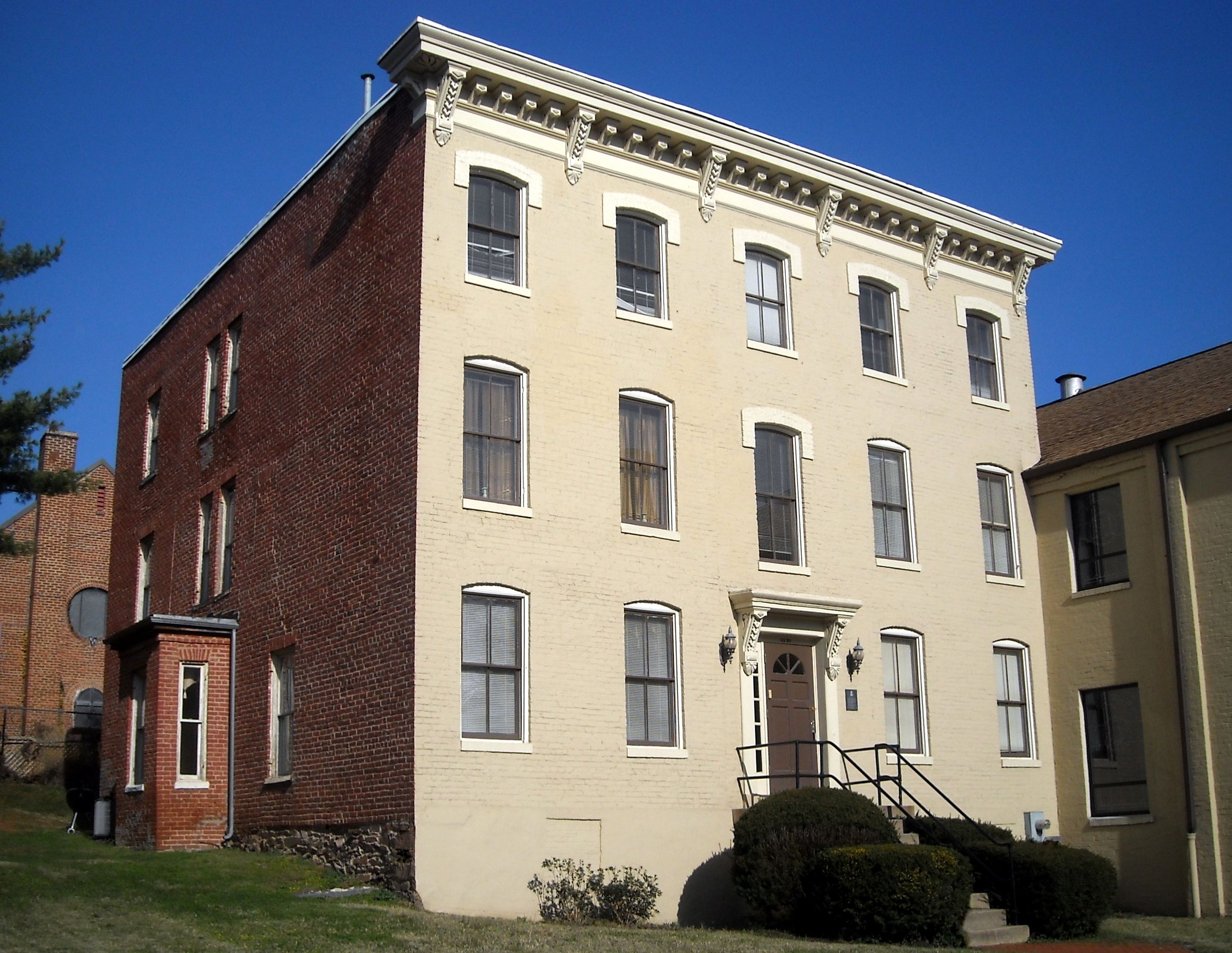
La residència Stickney al barri de Georgetown de Washington, D.C.

Stickney va animar Hall a continuar en la seva cerca de satèl·lits de Mart quan ell va estar a punt de deixar-ho, finalment va descobrir Fobos i Deimos. El cràter més gran de Fobos, el cràter Stickney, va ser nomenat en el seu honor.
Els quatre fills del matrimoni van ser educats en la seva llar i tots ells van acabar estudiant a la Universitat Harvard. El seu tercer fill, Angelo Hall, va ser ministre unitari i va escriure la seva biografia. El seu fill gran, Asaph Hall Jr., va néixer el 6 d'octubre de 1859 i va ser director de l'Observatori Detroit entre 1892 i 1905. Els seus altres fills van ser Samuel (segon fill) i Percival (quart fill); Percival Hall (1872–1953) va ser el segon president de la Universitat Gallaudet, entre 1910 i 1946.

## Obra
- Hall, Angelo. An Astronomer's Wife: The Biography of Angeline Hall (facsímil electrònic de franc).  Baltimore: Nunn & Company, 1908.